# Fukomys
A Fukomys az emlősök (Mammalia) osztályának rágcsálók (Rodentia) rendjébe, ezen belül a turkálófélék (Bathyergidae) családjába tartozó nem.
2006-ig a Fukomys-fajok a Cryptomys nembe tartoztak. Afrika endemikus élőlényei.

## Rendszerezés
A nembe az alábbi 17 faj tartozik:
- Fukomys amatus (Wroughton, 1907) - korábban Cryptomys amatus és a Cryptomys hottentotus alfajának tekintették
- Fukomys anselli (Burda, Zima, Scharff, Macholán, & Kawalika, 1999) - korábban Cryptomys anselli
- Fukomys bocagei (de Winton, 1897) - korábban Cryptomys bocagei
- Damara-turkáló (Fukomys damarensis) (Ogilby, 1838) - típusfaj; korábban Cryptomys damarensis
- Fukomys darlingi (Roberts, 1895) - korábban Cryptomys darlingi és a Cryptomys hottentotus alfajának tekintették
- Fukomys foxi (Thomas, 1911) - korábban Cryptomys foxi
- Fukomys hanangensis
- Fukomys ilariae Gippoliti & Amori, 2011[1]
- Fukomys kafuensis (Burda, Zima, Scharff, Macholán, & Kawalika, 1999) - korábban Cryptomys kafuensis
- Fukomys livingstoni
- Fukomys mechowii (Peters, 1881) - korábban Cryptomys mechowi
- Fukomys micklemi
- Fukomys occlusus
- Fukomys ochraceocinereus (Heuglin, 1864) - korábban Cryptomys ochraceocinereus
- Fukomys vandewoestijneae Van Daele, Blondé, Stjernstedt, Adriaens, 2013[2]
- Fukomys whytei
- Fukomys zechi (Matschie, 1900) - korábban Cryptomys zechi

### Fordítás
- Ez a szócikk részben vagy egészben  a   Fukomys című angol Wikipédia-szócikk ezen változatának fordításán alapul.  Az eredeti cikk szerkesztőit annak laptörténete sorolja fel. Ez a jelzés csupán a megfogalmazás eredetét és a szerzői jogokat jelzi, nem szolgál a cikkben szereplő információk forrásmegjelöléseként.